# Đăk Man
Đăk Man là một xã thuộc huyện Đăk Glei, tỉnh Kon Tum, Việt Nam.
Xã Đăk Man có diện tích 116 km², dân số năm 2019 là 1.256 người, mật độ dân số đạt 11 người/km².